# Koninklijke School voor Onderofficieren
De Koninklijke School voor Onderofficieren geeft de basisopleiding aan alle onderofficieren van de Belgische Defensie. Daarnaast voorzien zij ook de basisopleiding van de officieren aangeworven op basis van een Bachelor- of masterdiploma.
De kazerne is gelegen te Sint-Truiden.

## Geschiedenis
De Campus Saffraanberg heette vroeger de "Technische school van de Luchtmacht". De Starfighter bij de inrijpoort getuigt daar nog van. Men leidde er echter niet alleen luchtmachttechnici op, ook gespecialiseerde technische opleidingen voor de landmacht, de meteo-wing en de zeemacht werden er georganiseerd. 

Sedert 2007-2008 worden alle andere opleidingen op het niveau onderofficier (vergelijkbaar met het niveau secundair onderwijs en professionele bachelor in het burgerlijk onderwijs) er samengebracht. De onderofficierenscholen van Dinant en Zedelgem werden toen opgeheven. Ook de voorbereidende divisie (eigenlijk een voorbereidend jaar hoger onderwijs) op de Koninklijke Militaire School verhuisde naar hier. De school won daarbij aan prestige, en biedt nu ook "geïntegreerde" opleidingen aan. Het bezoek in 2008 van koning Albert II en minister van Defensie Pieter De Crem was een blijk van erkenning voor de nieuwe positie van de school.
De volledige geschiedenis staat beschreven op de website van de Campus.

## Soorten opleidingen
Binnen de Campus Saffraanberg krijgen kandidaat-onderofficieren technici en kandidaat-onderofficieren niet-technici hun basisopleiding. Daarnaast ontvangen leerlingen van de voorbereidende divisie op de Koninklijke Militaire School een speciale cursus ter voorbereiding van de ingangsexamens en het eerste schooljaar van de Koninklijke Militaire School. 
Ook kandidaat-officieren die reeds een bachelor- of masterdiploma hebben krijgen hier een opleiding.
Tevens behoren militairen die via een intern wervingssysteem, t.t.z. sociale promotie en overgang, hun stap naar onderofficier of officier maken tot de kandidaten/stagiaires van de Campus. Ook onderofficieren die een bevordering willen, zullen enkele weken tot maanden op de Campus verblijven voor hun voortgezette vorming.

## Starten
Voor de opleiding start, dient de jongere steeds een aantal examens en proeven af te leggen. Een duidelijke gedetailleerde uitleg zal steeds verstrekt worden door een informatiecentrum van Defensie. Adressen en telefoonnummers zijn te vinden op mil.be.